# Martin Ehrlich
Martin Ehrlich [êrlih], slovenski rimskokatoliški duhovnik na Koroškem, * 7. maj 1871, Žabnice (Avstro-Ogrska, danes v Italiji), † 5. april 1929, Celovec.

## Življenje in delo
Rodil se je očetu gostilničarju Ivanu in materi Magdaleni (rojeni Mikoš). Ehrlich je obiskoval celovško gimnazijo (1881–1889), študiral teologijo v Celovcu (1889–1893) in na Dunaju (1893–1897) ter bil 1897 promoviran za doktorja teologije. Kot kaplan je služboval v Pliberku in Beljaku, kot prefekt v celovškem Marijanišču (1900–1902) in bil podravnatelj (1902–1906) ter ravnatelj (1906–1910) avstro-ogrskega gostišča v Jeruzalemu. Leta 1909 ga je papež Pij X. imenoval za hišnega prelata. Po vrnitvi iz Palestine je bil profesor novozakonskega bibličnega študija v Celovcu (1910–1920). Tukaj se je zelo trudil za vzgojo slovenskih dijakov. Ustanovil je dijaški dom, ga vodil in deloma sam vzdrževal. Leta 1920 pa je nastopil službo župnika in postal dekan in prošt v Tinjah na Koroškem.